# Чорногорлий ерміт
Чорногорлий ермі́т (Threnetes) — рід серпокрильцеподібних птахів родини колібрієвих (Trochilidae). Представники цього роду мешкають в Центральній і Південній Америці.

## Види
Виділяють три види:
- Ерміт смугастохвостий (Threnetes ruckeri)
- Ерміт світлохвостий (Threnetes leucurus)[7]
- Ерміт чорногорлий (Threnetes niger)

## Етимологія
Наукова назва роду Threnetes походить від слова дав.-гр. θρηνητης — плакальник, той, хто плаче.